# Филипович, Титус
Ти́тус Филипо́вич (пол. Tytus Filipowicz, 21 ноября 1873, Варшава, Царство Польское, Российская империя — 18 августа 1953, Лондон, Великобритания) — польский общественный деятель, дипломат, писатель, первый муж польской художницы Ванды Крахельской-Филипович.

## Биография
Титус Филиппович окончил горный институт в Добровой-Гурниче, после чего работал мастером на шахте «Флора». В 1897 году стал главным редактором социалистического журнала «Górnik» («Шахтёр»). Занимался политической деятельностью в рядах партии ППС в районе Домбровского угольного бассейна, затем стал одним из лидеров ППС.
Занимался пропагандистской деятельностью, выступая за независимость Польши, из-за чего был вынужден выехать в Лондон, где он окончил школу политических наук. Сотрудничал с Юзефом Пилсудским, вместе с ним в 1905 году поехал в Японию, чтобы найти поддержку у местных властей в борьбе за независимость Польши.
C 1907 по 1914 гг. был членом партии ППС — революционная фракция.
С 1921 по 1932 гг. служил дипломатом:
- В феврале 1921 года был руководителем «Специальной миссии на Южном Кавказе» в ранге Министра III класса, ведя переговоры в Баку с представителями Азербайджанской Демократической Республики. После входа в Баку Красной Армии был арестован и отправлен в Москву вместе с другими членами миссии;
- С 1921 года — поверенный в делах в Грузии;
- С 1923 по 1929 гг. — посол в Финляндии и Бельгии;
- С 1929 по 1932 гг. — посол в США; в 1930 также аккредитован в Мексике.
- 1933 г. — посол в СССР.

В 1934 году вместе с Габриэлем Чеховичем основал Польскую радикальную партию.
В 1941—1942 гг. и 1943—1953 гг. был членом Национального Совета Польской Республики.
С 1945—1947 гг. занимал пост руководителя Польской демократической партии, из которой был исключён за поддержку президента Аугуста Залеского.
После Второй мировой войны остался в Великобритании, где скончался 18 августа 1953 года.